# Cítov
Cítov (deutsch Zitow, früher auch Zittow und Cittow) ist eine Gemeinde in Tschechien. Sie liegt fünf Kilometer westlich von Mělník und gehört zum Okres Mělník.

## Geographie
Cítov befindet sich linkselbisch auf der Böhmischen Tafel. Östlich des Dorfes verläuft die Eisenbahnstrecke Děčín–Prag. Im Norden liegen die Absetzanlagen des Kraftwerks Mělník.
Nachbarorte sind Podvlčí und Dolní Beřkovice im Nordosten, Vliněves im Osten, Brozánky im Südosten, Býkev, Jenišovice und Daminěves im Süden, Horní Beřkovice im Südwesten, Kostomlaty pod Řípem im Westen sowie Libkovice pod Řípem im Nordwesten.

## Geschichte
Seit dem Beginn des 13. Jahrhunderts befand sich in Cítov eine Feste, zu deren Besitzern u. a. der Vladike Smil von Citov gehörte, der 1268 das Kloster des hl. Laurentius in Mělník gründete. Seine Nachfahren machten Beškovice zu ihrem Sitz und nannten sich Beškovice von Beškovic. Die bis ins 16. Jahrhundert bewohnte Feste wurde wahrscheinlich im Dreißigjährigen Krieg zerstört und blieb wüst. In der zweiten Hälfte des 18. Jahrhunderts wurde sie für den Bau einer herrschaftlichen Schäferei abgebrochen.
Um 1690 ließ Ferdinand Christoph Graf von Scheidlern auf dem alten Friedhof anstelle eines hölzernen Vorgängerbaus einen steinernen Glockenturm errichten. 1753 erfolgte auf Veranlassung der Baronin von Obytec ein barocker Umbau der Kirche und die Pfarre wurde erneuert.
Nach der Aufhebung der Patrimonialherrschaften bildete Citov ab 1848 eine Gemeinde im Bezirk Mělník. Seit 1921 ist der Ortsname Cítov gebräuchlich. Im Jahre 1976 erfolgte die Umgemeindung von Daminěves, das zuvor seit 1961 nach Býkev eingemeindet gewesen war. Im Jahre 2005 wurde die Pfarre in Cítov aufgelöst.

## Gemeindegliederung
Die Gemeinde Cítov besteht aus den Ortsteilen Cítov (Zitow) und Daminěves (Daminiowes) sowie dem Gut Bažantnice (Fasangarten).

## Sehenswürdigkeiten
- Kirche St. Linhart, erbaut zu Beginn des 13. Jahrhunderts. Im Jahre 1753 erhielt die ursprüngliche romanische Kirche ein barockes Portal. An der Kirche befindet sich die 1890 errichtete Grabkapelle des Geschlechts der Kustoš von Zubří und Lipka auf Jenišovice.
- Glockenturm, südlich der Kirche auf dem alten Friedhof, erbaut um 1690. Im unteren Teil befindet sich das Grabmal des Albert Beškovice von Beškovic
- Pfarrhaus aus dem Jahre 1753
- Mariensäule, errichtet 1713